# Lycos fils de Pandion
Pour les articles homonymes, voir Lycos.
Dans la mythologie grecque, Lycos (en grec ancien Λύκος / Lúkos), fils de Pandion (roi de Mégare, fils de Cécrops) et de Pylia, est le frère d'Égée, Pallas et Nisos.
Après la mort de Pandion, ses fils se partagent son royaume, mais Égée finit par les chasser ; Lycos s'exile alors à Arène en Messénie, où il apporte le culte de Déméter. Selon d'autres versions, il se réfugie chez Sarpédon en Lycie, à laquelle il donne son nom.

## Sources
- Pseudo-Apollodore, Bibliothèque [détail des éditions] [lire en ligne] (III, 15, 5).
- Hérodote, Histoires [détail des éditions] [lire en ligne] (I, 173 ; VII, 92).
- Pausanias, Description de la Grèce [détail des éditions] [lire en ligne] (IV, 2, 6).
- Strabon, Géographie [détail des éditions] [lire en ligne] (XII, 8, 5).